# Xã Gray, Quận White, Arkansas
Xã Gray (tiếng Anh: Gray Township) là một xã thuộc quận White, tiểu bang Arkansas, Hoa Kỳ. Năm 2010, dân số của xã này là 25.007 người.